# Борго деј Дамето (Тревизо)
Борго деј Дамето је насеље у Италији у округу Тревизо, региону Венето.
Према процени из 2011. у насељу је живело 31 становника. Насеље се налази на надморској висини од 88 м.